# Жонкрёй
Жонкрёй (фр. Joncreuil) — коммуна во Франции, находится в регионе Шампань — Арденны. Департамент — Об. Входит в состав кантона Шаванж. Округ коммуны — Бар-сюр-Об.
Код INSEE коммуны — 10180.
Коммуна расположена приблизительно в 170 км к востоку от Парижа, в 55 км южнее Шалон-ан-Шампани, в 50 км к северо-востоку от Труа.

## Население
Население коммуны на 2008 год составляло 92 человека.
| 1962 | 1968 | 1975 | 1982 | 1990 | 1999 | 2008 |
| ---- | ---- | ---- | ---- | ---- | ---- | ---- |
| 156  | 199  | 183  | 183  | 143  | 108  | 95   |

## Экономика

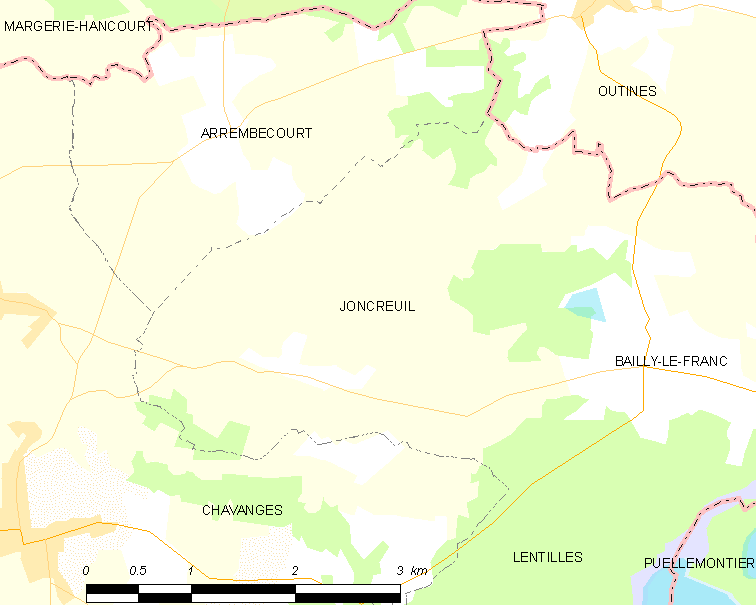
Карта коммуны

В 2007 году среди 54 человек в трудоспособном возрасте (15—64 лет) 40 были экономически активными, 14 — неактивными (показатель активности — 74,1 %, в 1999 году было 69,5 %). Из 40 активных работали 36 человек (23 мужчины и 13 женщин), безработных было 4 (2 мужчин и 2 женщины). Среди 14 неактивных 1 человек был учеником или студентом, 8 — пенсионерами, 5 были неактивными по другим причинам.

## Достопримечательности
- Церковь Сен-Пьер-э-Льен (XII век). Памятник истории с 1988 года[3]
- Крест на кладбище (1656 год). Памятник истории с 1988 года[4]